# Raymond Ford
Raymond Ford est un boxeur américain né le 16 mars 1999 à Camden (New Jersey).

## Carrière
Passé professionnel en 2019, il remporte le titre vacant de champion du monde des poids plumes WBA le 2 mars 2024 après sa victoire au 12e round contre Otabek Kholmatov. Ford perd ce titre dès le combat suivant face à Nick Ball le 1er juin 2024.

## Référence
1. ↑  (en) Otabek Kholmatov vs. Raymond Ford (boxrec.com)